# Mas Pairet (Roses)
Mas Pairet és un mas del municipi de Roses (Alt Empordà). Tant la masia com el molí estan inclosos en l'Inventari del Patrimoni Arquitectònic de Catalunya.
Està situat a l'esquerra de la riera de la Trencada, al costat del camí que penetra vers la capçalera de la vall. A l'altre costat del camí, vora el marge de la riera, hi ha les ruïnes de la casa-molí.

## Masia
La masia és de planta rectangular que consta de planta baixa i una d'alçada, amb teulada de doble vessant sobre les façanes més llargues. Està construïda en un terreny amb desnivell, de manera que la primera planta per la banda sud, queda arran de terra. La façana principal, orientada a ponent, presenta dues portes d'arc rebaixat fets amb llosetes de pissarra, a sardinell. A la planta pis hi ha tres finestres amb balconades. Les portes donen als espais de la planta baixa destinats al bestiar, amb sales cobertes amb voltes rebaixades de pedra i morter, i de maó disposat a pla. Els pis s'estructura a base d'estances situades als costats de la sala menjador central, amb accés directe per la façana de llevant a causa del desnivell del terreny. D'aquesta façana destaca el rellotge de sol esgrafiat, amb data de 1879, tot i que força degradat. A l'extrem hi ha un cos afegit avui parcialment en ruïnes. La construcció està bastida en pedra sense treballar lligada amb morter de calç.

## Molí
Edifici que presenta una planta irregular formada per tres cossos quadrangulars construïts a dos nivells, atès el desnivell pronunciat del terreny. Els cossos són rectangulars i de petites dimensions, el més proper a la riera era el molí pròpiament, i l'altre la casa del moliner. A la planta baixa d'ambdues estructures hi ha voltes de pedra lligades amb morter, amb algun sector conservat. A la part exterior de l'edifici encara s'observa la bassa rectangular i alguna altra estructura relacionada amb el funcionament del molí.
La construcció està formada per uns murs de pedra de diverses mides lligats amb morter de calç, amb totes les teulades enfonsades. Les parets es mantenen encara en bona alçada, però en un estat de degradació molt avançada.

## Història
Aquest mas és documentat en un testament del 1849 com a propietat de Joaquim Pairet. L'any 1896 va passar per compra a la família Coll, propietaris del Mas d'en Coll, casa pairal propera.
L'any 1986 es van arranjar les teulades de la casa i es va consolidar el sector sud que estava enrunat. Aquestes obres foren imprescindibles per continuar essent habitat pels masovers.
És tradició que a l'esplanada del mas s'hi feia un mercat de bestiar al qual acudien els ramaders de la rodalia.